# Herbert Eulenberg
Herbert Eulenberg, né le 25 janvier 1876 à Mülheim, quartier de Cologne, mort le 4 septembre 1949 à Kaiserswerth, est un écrivain allemand.
Herbert Eulenberg fait partie, dans les années 1920, des auteurs les plus renommés de la scène dramatique allemande. Il a publié des articles sur la littérature, le théâtre, la musique dans de nombreux journaux et revues d'Allemagne et d'Autriche et s'est distingué à la tête d'une maison d'édition. En 1911, il publie Lettre d'un père de notre temps dans la revue PAN. À cette époque, il reçoit de nombreux prix: le Volks-Schiller-Preis, le prix Peter Wilhelm Müller-Stiftung et le Wiener Volksschillerpreis. En 1919, il fonde à Düsseldorf, avec Arthur Kaufmann et Adolf Uzarski, l'association d'artistes modernistes Das Junge Rheinland (La Jeune Rhénanie). En 1923, il entame une série de conférences aux États-Unis et parle des « premiers pas allemands après Einstein » à l'université Columbia.
Il était en contact continu avec des personnalités de la vie culturelle allemande de cette époque d'avant-guerre comme Hermann Hesse, Thomas Mann, Stefan Zweig, Hanns Heinz Ewers, Frank Wedekind, Gerhart Hauptmann, Lulu von Strauß und Torney (de), Felix Hollaender, Else Lasker-Schüler, Erich Mühsam, Peter Hille (de), John Henry Mackay, Herwarth Walden, Emil Ludwig, Franz Werfel, Wilhelm Schmidtbonn (de) et autres.
Sous le régime nazi, les drames d'Eulenberg sont interdits, ses livres ne peuvent plus être imprimés ni vendus. Pendant la guerre, il publie de courts textes dans le quotidien de Düsseldorf Der Mittag sous le pseudonyme de « Siebenkäs », « Lynkeus » ou « Der lächelnde Zuschauer » (« Le Spectateur souriant »).
Après 1945, Eulenberg collabore à de nombreuses revues et à la scène mondiale. De nombreux honneurs lui sont alors accordés. En 1946, il devient citoyen d'honneur de la ville de Düsseldorf. En 1948, il reçoit le prix Heinrich Heine de la ville de Hambourg pour sa biographie de Heine et le prix national de la République démocratique allemande, et il devient docteur honoris causa de l'université de Bonn. Il meurt le 4 septembre 1949 dans sa maison « Haus Freiheit » des suites d'un accident.

## Œuvres
- Herbert Eulenberg, Alles um Geld. Ein Stück, Leipzig, 1911.
- Herbert Eulenberg, Alles um Liebe. Eine Komödie, Leipzig, 1910.
- Herbert Eulenberg, Anna Boleyn, Berlin, 1920.
- Herbert Eulenberg, Anna Walewska. Eine Tragödie in 5 Akten, Berlin, 1899.
- Herbert Eulenberg, Ausgewählte Werke : Lyrische und dramatische Dichtungen, vol. 1, Stuttgart, 1925
- Herbert Eulenberg, Ausgewählte Werke : Dramen aus der Jugendzeit, vol. 2, Stuttgart, 1925
- Herbert Eulenberg, Ausgewählte Werke : Dramen aus dem Mannesalter, vol. 3, Stuttgart, 1925
- Herbert Eulenberg, Ausgewählte Werke : Schattenbilder und Lichtbilder, vol. 4, Stuttgart, 1925
- Herbert Eulenberg, Ausgewählte Werke : Erzählende Werke, vol. 5, Stuttgart, 1925
- Herbert Eulenberg, Belinde. Ein Liebesstück in fünf Aufzügen, Leipzig, 1913.
- Herbert Eulenberg, « Brief eines Vaters unserer Zeit », PAN. 1. Jahrgang, no 11,‎ 1. april 1911, p. 358–363.
- Herbert Eulenberg, Bühnenbilder, Berlin, 1924.
- Herbert Eulenberg, Das Buch vom Rheinland, München, 1931.
- Herbert Eulenberg, Das Ende der Marienburg. Ein Akt aus der Geschichte, Stuttgart, 1918.
- Herbert Eulenberg, Das grüne Haus. Ein Schauspiel, Meiningen, 1921.
- Herbert Eulenberg, Der Bankrott Europas. Erzählungen aus unserer Zeit, 1919.
- Herbert Eulenberg, Der Frauentausch. Ein Spiel in fünf Aufzügen, Leipzig, 1914.
- Herbert Eulenberg, Das Marienbild. in: Neue deutsche Erzähler, vol. 1, Berlin, Paul Franke, 1930.
- Herbert Eulenberg, Der Morgen nach Kunersdorf. Ein vaterländisches Stückchen, Leipzig, 1914.
- Herbert Eulenberg, Der Mückentanz. Ein Spiel, Stuttgart, 1922.
- Herbert Eulenberg, Der Übergang. Eine Tragödie, München, 1920.
- Herbert Eulenberg, Deutsche Sonette, Leipzig, 1910.
- Herbert Eulenberg, Die Familie Feuerbach. In Bildnissen, Stuttgart, 1924.
- Herbert Eulenberg, Die Kunst in unserer Zeit. Eine Trauerrede an die deutsche Nation, Leipzig, 1911.
- Herbert Eulenberg, Die letzten Wittelsbacher, Wien, 1929.
- Herbert Eulenberg, Die Prä-Raphaeliten, Düsseldorf, 1946.
- Herbert Eulenberg, Die Windmühle, Hamburg, 1929.
- Herbert Eulenberg, Du darfst ehebrechen! Eine moralische Geschichte. Allen guten Ehemännern gewidmet, Berlin, 1909.
- Herbert Eulenberg, Ein halber Held. Tragödie in fünf Aufzügen, Leipzig, 1903.
- Herbert Eulenberg, Ein rheinisches Dichterleben, Bonn & Berlin, 1927.
- Herbert Eulenberg, Erscheinungen, Stuttgart, 1923.
- Herbert Eulenberg, Europa. Ein Hirtenstück aus der griechischen Sagenwelt (zwischen 1940 und 1944), Düsseldorf, 1949.
- Herbert Eulenberg, « Freundesworte », dans Leo Statz, Der Sillbund, Düsseldorf, Drei Eulen, 1946, p. 11–20.
- Herbert Eulenberg, Glaube, Liebe, Hoffnung, Berlin, 1942.
- Herbert Eulenberg, Glückliche Frauen, Hellerau, 1929.
- Herbert Eulenberg, Heinrich Heine, Berlin, 1947.
- Herbert Eulenberg, Ikarus und Daedalus. Ein Oratorium, Leipzig, 1912.
- Herbert Eulenberg, Kassandra. Ein Drama, Berlin, 1903.
- Herbert Eulenberg, Katinka die Fliege. Ein zeitgenössischer Roman, Leipzig, 1911.
- Herbert Eulenberg, Leidenschaft. Trauerspiel in fünf Aufzügen, Leipzig, 1901.
- Herbert Eulenberg, Letzte Bilder, Berlin, 1915.
- Herbert Eulenberg, Liebesgeschichten, Leipzig, 1922.
- Herbert Eulenberg, Mein Leben für die Bühne, Berlin, 1919.
- Herbert Eulenberg, Meister der Frühe, Düsseldorf, 1947.
- Herbert Eulenberg, Mensch und Meteor, Dresden, 1925.
- Herbert Eulenberg, Mückentanz. Ein Spiel, Stuttgart, 1922.
- Herbert Eulenberg, Münchhausen. Ein deutsches Schauspiel, Berlin, 1900.
- Herbert Eulenberg, Nachsommer, Berlin, 1942.
- Herbert Eulenberg, Neue Bilder, 1912.
- Herbert Eulenberg, Schattenbilder und Lichtbilder, Stuttgart, 1926.
- Herbert Eulenberg, Schattenbilder. 20 Musikerportraits, Düsseldorf und Wien, 1965.
- Herbert Eulenberg, Schattenbilder. Eine Fibel für Kulturbedürftige in Deutschland, Berlin, 1910.
- Herbert Eulenberg, So war mein Leben, Düsseldorf, 1948.
- Herbert Eulenberg, Sonderbare Geschichten, Leipzig, 1910.
- Herbert Eulenberg, Um den Rhein, Berlin, 1927.
- Herbert Eulenberg, Wir Zugvögel. Roman, Stuttgart, 1923.
- Herbert Eulenberg, Zeitwende. Ein Schauspiel in fünf Akten, Leipzig, 1914.